# 국도 제55호선 (일본)
국도 제55호선(일본어: 国道55号)은 도쿠시마현 도쿠시마시의 가치도키 교를 출발, 같은 현 소속의 아난시를 거쳐 고치현의 무로토시와 아키시 순으로 지나 고치시의 현청 앞 교차로까지 이어주는 일반 국도 노선이다. 그러나 이 노선은 시코쿠의 남동단을 종단하게 되는 국도 노선 중의 하나이지만 실제 연장은 227.6 km이며, 현도도 역시 210.7 km의 구간으로 구성되어 있다.

## 주요 경유지
- 도쿠시마현 : 도쿠시마시 - 고마쓰시마시 - 아난시 - 가이후군 (미나미정 - 무기정 - 가이요정)
- 고치현 : 아키군 도요정 - 무로토시 - 아키군 나하리정 - 아키군 다노정 - 아키시 - 아키군 게이세이촌 - 고난시 - 난코쿠시 - 고치시

## 갤러리

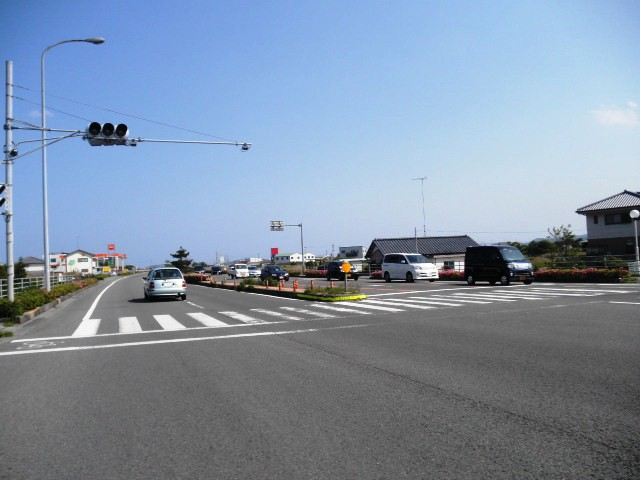
아난 도로
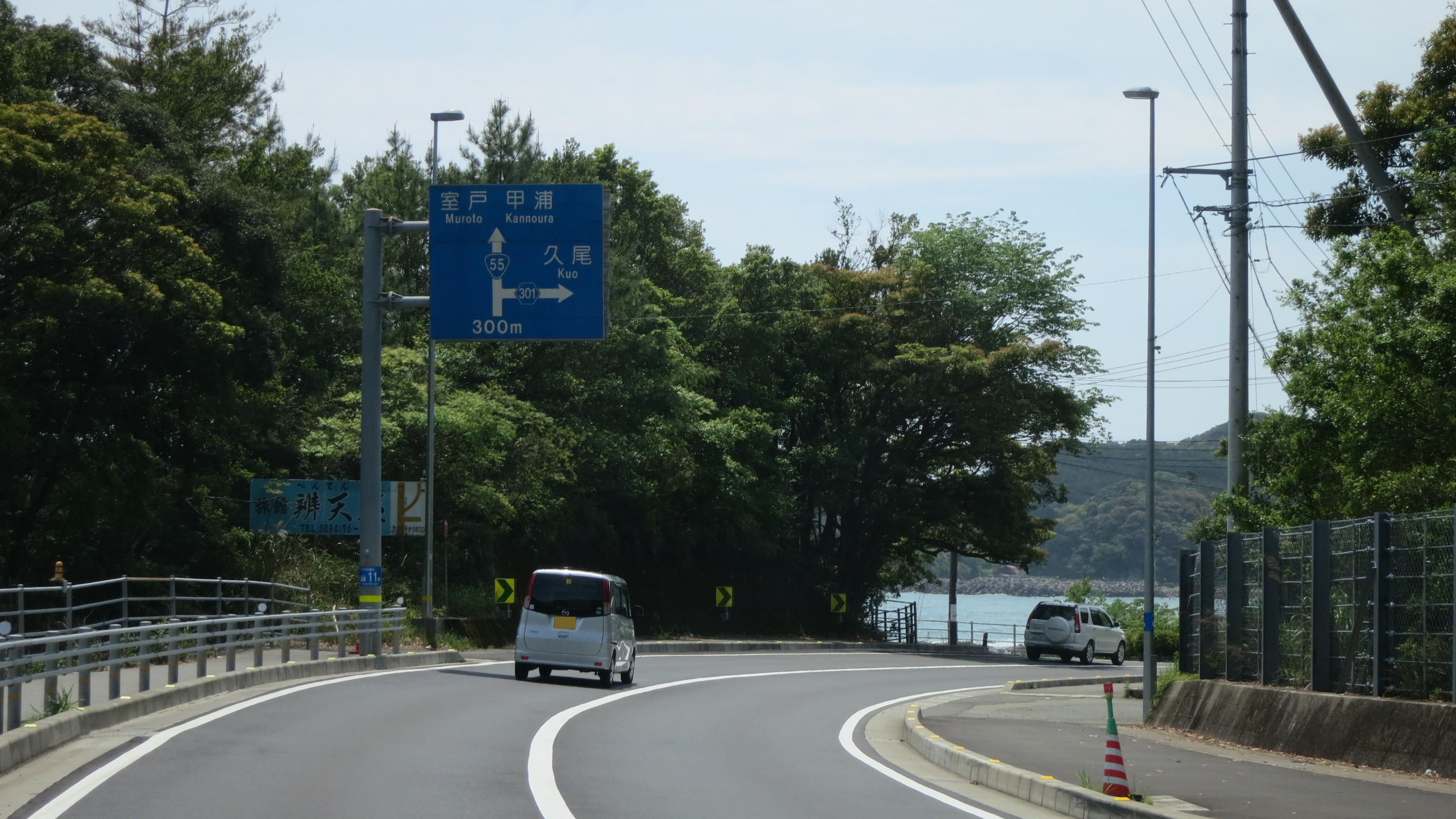
도쿠시마정 가이후군 가이요정의 부근 지역.
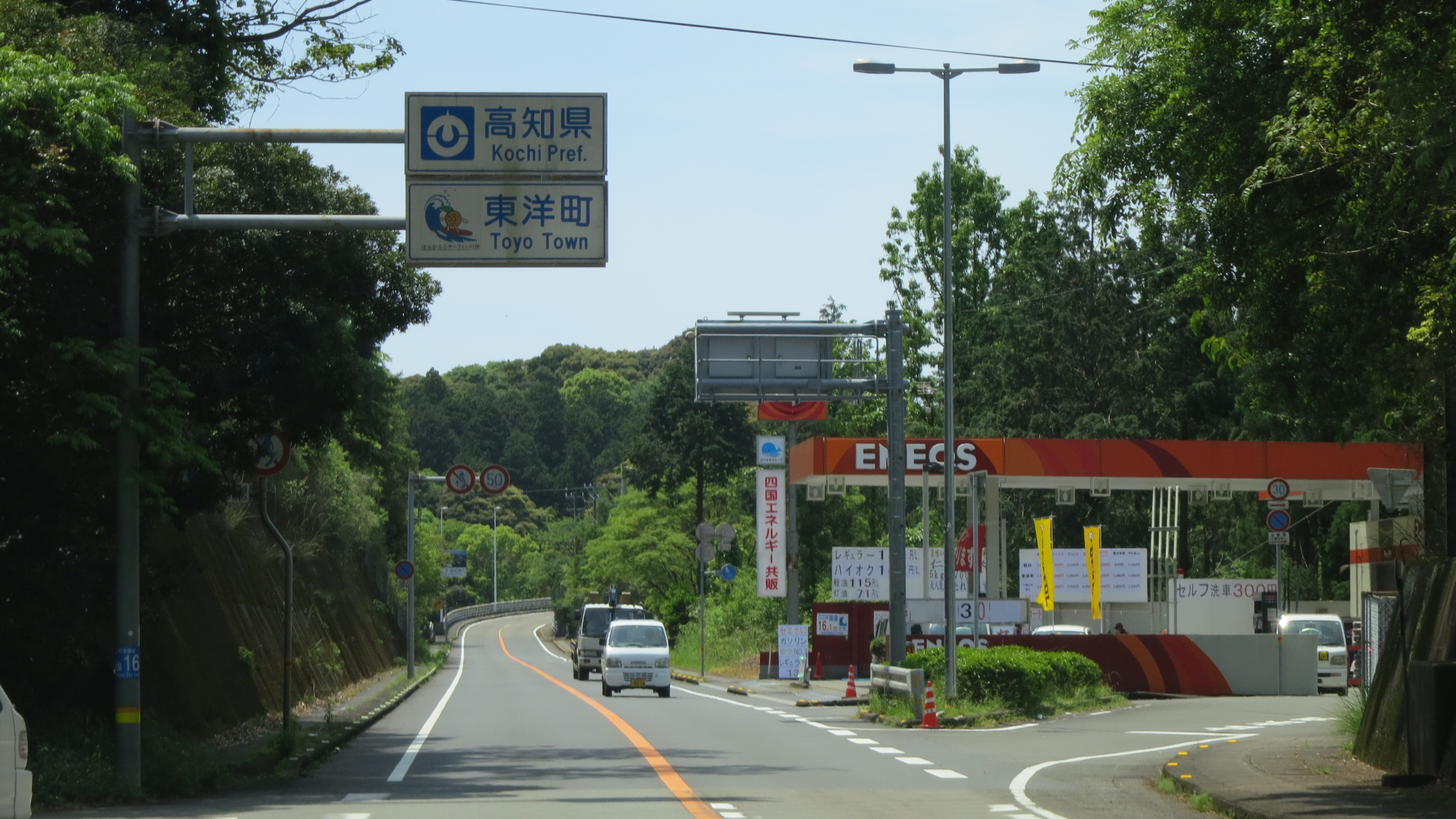
도쿠시마현과 고치현의 현계점
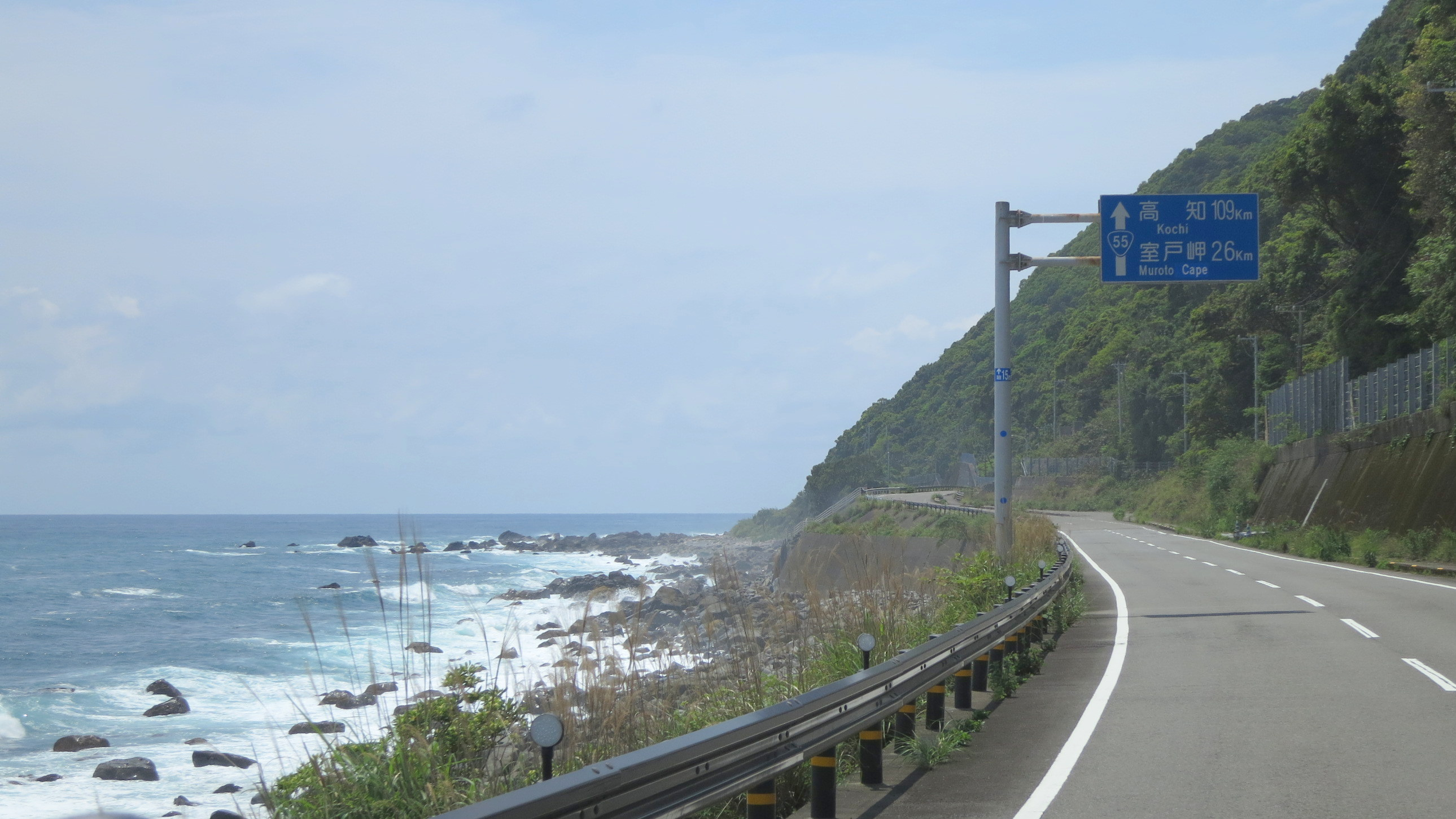
고치현 무로토시의 시내 전경.
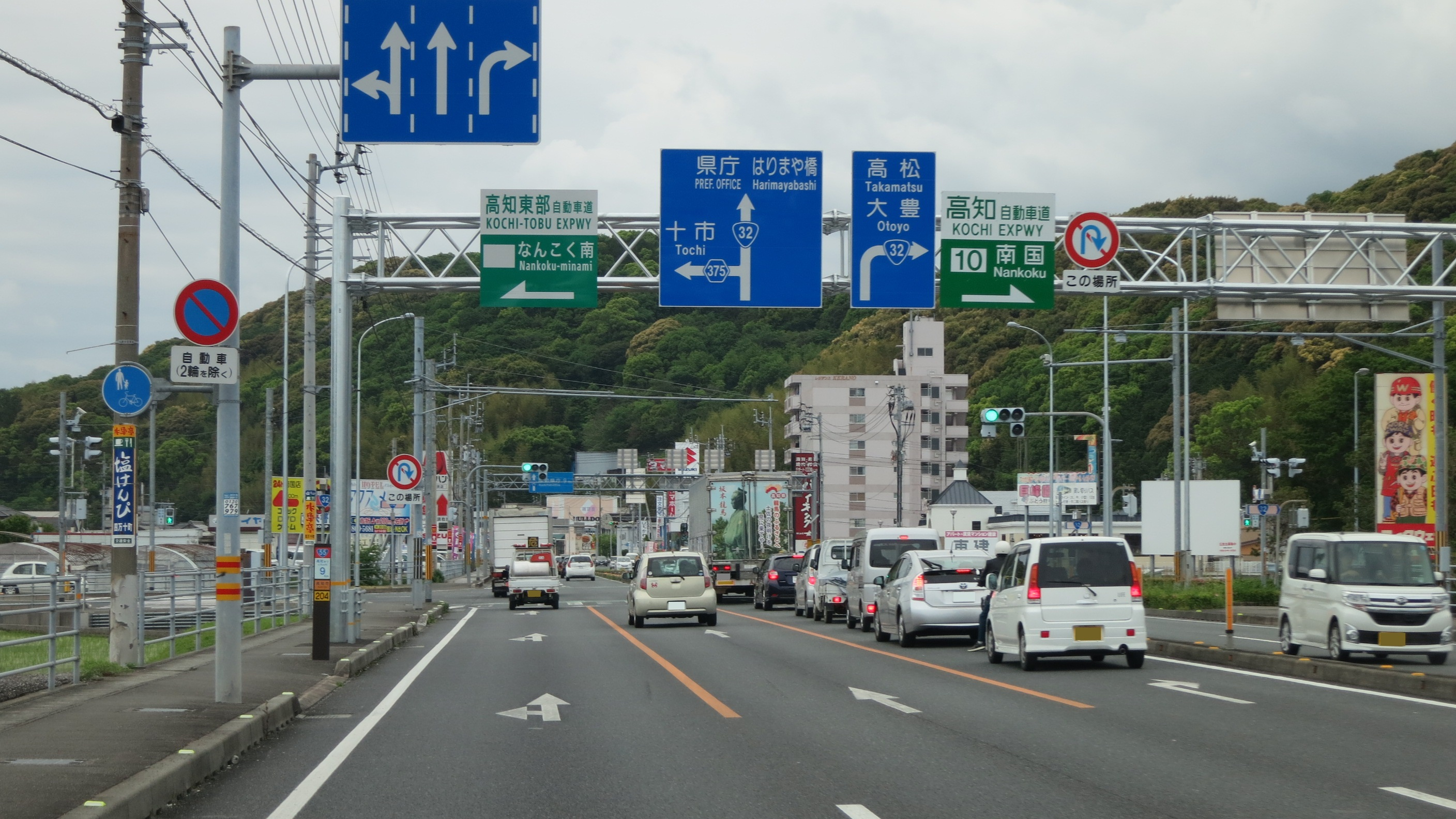
32번 국도와 함께 만나는 모습. 고치시 게라고 인근 지역에서 촬영.
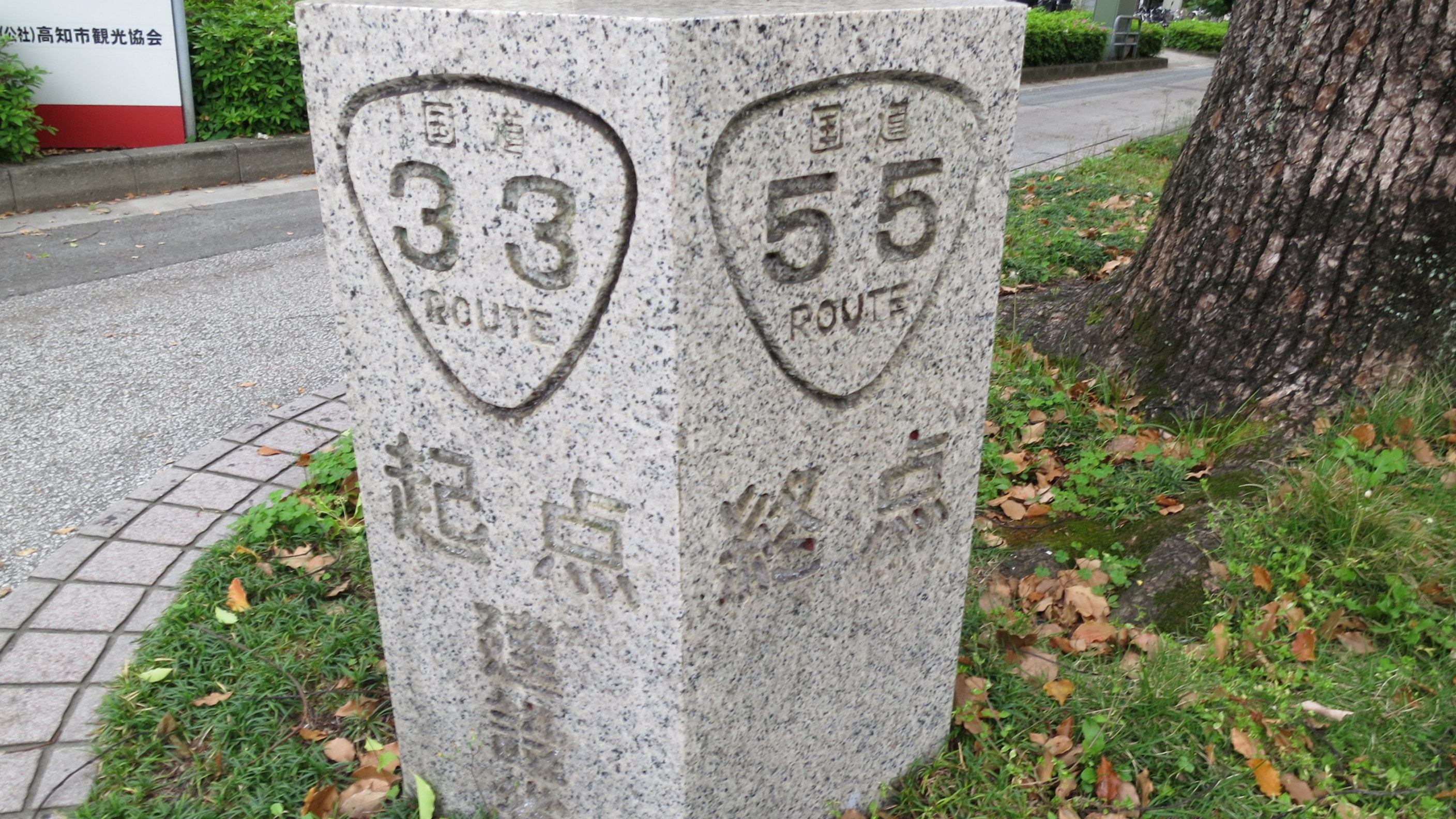
55번 국도의 종점 표지판 33번 국도와 같이 분기하고 있다.

## 접촉 가능한 도로
- 국도 제11호선
- 국도 제195호선
- 국도 제193호선
- 국도 제493호선
- 국도 제32호선
- 국도 제56호선
- 국도 제33호선